# 몬토리오네이프렌타니
몬토리오네이프렌타니(이탈리아어: Montorio nei Frentani)는 이탈리아 몰리세주 캄포바소도의 코무네다.